# Marvin Friedrich
Marvin Friedrich (Kassel, 1995. december 13. –) német utánpótlás-válogatott labdarúgó, a Borussia Mönchengladbach hátvédje.

## Pályafutása
A FSC Guxhagen, a OSC Vellmar és a Paderborn 07 csapatainál kezdte elsajátítani a labdarúgás alapjait, majd 2011-ben a Schalke 04 akadémiájához csatlakozott. 2014. március 28-án a Hertha BSC elleni Bundesliga mérkőzésen a kispadon kapott szerepet Jens Keller vezetőedzőtől. Szeptember 13-án mutatkozott be az élvonalban a Borussia Mönchengladbach ellen 4–1-re elvesztett mérkőzésen. 2015 júniusában meghosszabbította szerződését a klubbal 2018-ig. 2016 nyarán aláírt a Augsburg csapatához. 2018 januárjában aláírt az Union Berlin csapatához visszavásárlási opcióval. Csapata egyik legjobb játékosa lett az itt töltött időszaka alatt. 2019 nyarán az Augsburg érvénybe léptette a visszavásárlási záradékot. Július 5-én visszatért az Union Berlin csapatához. 2022.január 11-én a Borussia Mönchengladbach csapatába szerződött.

## Válogatott
Első gólját a német U19-es labdarúgó-válogatottban a belga U19-es labdarúgó-válogatott ellen szerezte meg. Részt vett az U19-es labdarúgó válogatottal a Magyarországon megrendezésre kerülő 2014-es U19-es labdarúgó-Európa-bajnokságon, ahol aranyérmesként zárt a válogatottal.

## Sikerei, díjai
- Németország U19
  - U19-es labdarúgó-Európa-bajnokság: 2014